# Craspedochiton laqueatus
Craspedochiton laqueatus är en blötdjursart som först beskrevs av Sowerby 1842.  Craspedochiton laqueatus ingår i släktet Craspedochiton och familjen Acanthochitonidae. Inga underarter finns listade i Catalogue of Life.